# Johann Heinrich Kratzenstein
Johann Heinrich Kratzenstein (* 6. Juli 1728 in Wernigerode; † 1790 oder 1805 ?) war ein braunschweigischer Jurist und Hofrat.
Kratzenstein besuchte das Lyceum in Wernigerode und studierte Rechtswissenschaften an der Universität Helmstedt, wo er auch promoviert wurde. Als braunschweigischer Professor und Hofrat war er Beisitzer der dortigen Juristenfakultät. Später wurde er Propst des Klosters Marienberg, Syndikus des Klosters St. Lüdger und Direktor des Helmsteder Waisenhauses.